# Lau van Ravens

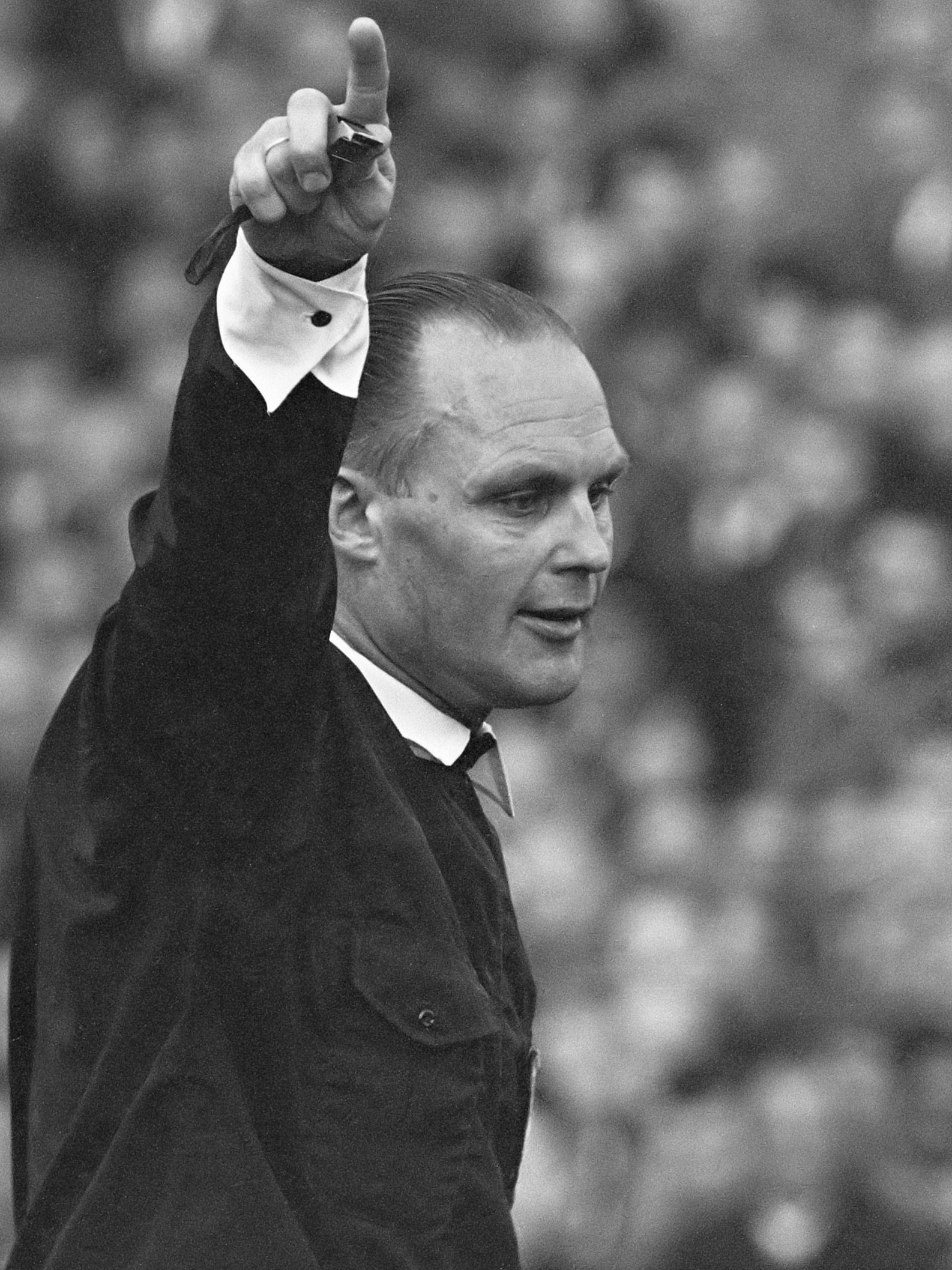
Lau van Ravens (1967)

Laurens (Lau) van Ravens (Schiedam, 18 september 1922 – Rijswijk, 23 oktober 2018) was een Nederlands voetbalscheidsrechter.

## Loopbaan
Van Ravens was in de jaren zestig en zeventig scheidsrechter in het Nederlands betaald voetbal. Hij floot in 1957 met NOAD tegen NAC Breda zijn eerste wedstrijd in het betaalde voetbal. Sinds 1960 floot hij regelmatig in de eredivisie. Vanaf 1966 floot hij tevens internationale wedstrijden. Een volgens eigen zeggen hoogtepunt in zijn loopbaan was de wedstrijd Schotland tegen Engeland in 1968 voor 134.000 toeschouwers op Hampden Park in Glasgow. In 1969 leidde Van Ravens de finale van de UEFA Beker voor Bekerwinnaars tussen FC Barcelona en Slovan Bratislava. Op het WK van 1970 floot hij in de eerste ronde de ontmoeting tussen Marokko en West-Duitsland en in de kwartfinale de wedstrijd Sovjet-Unie tegen Uruguay. In 1971 viel hij tijdens de Europacup II-halve finale tussen PSV en Real Madrid in als vervanger van grensrechter David Barrett, die een bierblikje op zijn hoofd had gekregen. Een jaar later was hij scheidsrechter in de tweede wedstrijd van de finale van de UEFA Cup 1972. 
Lau van Ravens heeft twee legendarische blunders op zijn naam staan. In 1971 floot hij de wedstrijd Sporting Lissabon – Glasgow Rangers in de Europa Cup voor bekerwinnaars. Thuis hadden de Schotten gewonnen met 3-2. In Portugal eindigde de ontmoeting ook in 3-2. Dus werd er verlengd. Daarin scoorden beide ploegen één keer. Van Ravens liet strafschoppen nemen, maar was vergeten dat bij een gelijke totaalstand uit gescoorde doelpunten dubbel tellen. Glasgow Rangers was eigenlijk winnaar, maar de Portugezen gingen ten onrechte door omdat zij de strafschoppen beter namen. Een andere memorabele fout deed zich voor tijdens de hierboven gememoreerde wedstrijd tussen Marokko en West-Duitsland. De Afrikanen leidden bij rust verrassend met 1-0. Bij aanvang van de tweede helft liet Marokko lang op zich wachten. De Duitsers stonden al minutenlang op het veld. Van Ravens was het getreuzel blijkbaar ook beu en liet West-Duitsland aftrappen. Achteraf bleek dat de keeper van Marokko nog in de kleedkamer zat. Het liep voor de leidsman af met een sisser, want de Duitsers scoorden niet in die halve minuut dat het Marokkaanse doel onbemand was.
In Nederland floot Van Ravens onder meer de finales van de KNVB beker in 1967 en 1971. Bij die laatste wedstrijd was een replay nodig, waarbij Van Ravens op verzoek van de finalisten Ajax en Sparta opnieuw als scheidsrechter werd aangewezen. Officieel had hij reeds in 1970 afscheid moeten nemen vanwege het bereiken van de leeftijdsgrens, maar hij kreeg twee keer dispensatie van de KNVB. De afscheidswedstrijd van Coen Moulijn, Feyenoord tegen Uruguay op 9 juni 1972, was ook het afscheid van Van Ravens.
Later was Van Ravens actief als scheidsrechter in het televisieprogramma de Mini-voetbalshow. Ook beoordeelde hij als waarnemer van de KNVB collega-scheidsrechters in het Nederlands betaald voetbal. Op 7 augustus 2004 gaf de op dat moment ruim 80-jarige Van Ravens in het Olympisch Stadion acte de présence bij de viering van 50 jaar betaald voetbal door een wedstrijd tussen oud-voetballers te fluiten.
Lau van Ravens overleed in 2018 op 96-jarige leeftijd in een verzorgingshuis in Rijswijk.